# Bill Watson
William George Watson, detto Bill (Lewisham, 1º luglio 1918 – 4 novembre 1998), è stato un sollevatore britannico che gareggiò nella categoria dei pesi medi.

## Carriera
Congedato in anticipo dall'esercito nel 1942 per il fisico troppo gracile, iniziò a seguire lezioni di educazione fisica e a sollevare pesi. Dopo aver vinto il campionato britannico del 1948, venne selezionato per le Olimpiadi di Londra del 1948, concludendo all'ottavo posto e vincendo un argento europeo nella stessa manifestazione poiché la gara olimpica di quell'anno valeva anche come campionato europeo. Partecipò inoltre ai campionati mondiali ed europei di Parigi del 1946, non concludendo la gara dopo le prime due prove.
Dopo la conclusione della carriera agonistica, lavorò come istruttore nei centri di allenamento per diverse squadre britanniche di calcio (Arsenal, Tottenham, West Bromwich, West Ham Utd e Wolverhampton) e di cricket, nelle contee dell'Essex e del Warwickshire, poiché dagli anni '50 molte squadre professionistiche iniziarono a introdurre il sollevamento pesi nei loro programmi di allenamento.
Muore nella contea dell'Essex nel novembre del 1998 all'età di 80 anni.